# Bitwa pod Nablusem
Bitwa pod Nablusem (właściwie starcie pod Nablusem) – starcie zbrojne, które miało miejsce 15 marca 1799 roku pomiędzy armią francuską pod dowództwem Napoleona, a jazdą turecką wspieraną przez siły lokalne.
Podczas marszu w kierunku Akki na drodze armii napoleońskiej, liczącej około 12 000 żołnierzy, stanęły siły tureckie wsparte przez oddziały Nablusczyków (4 000) w sile około 6–7 tysięcy. Francuzi po bardzo krótkiej potyczce roznieśli przeciwną armię. Turcy zbiegli do Akki, lokalni wojownicy do Nablusu. W tej krótkiej acz krwawej bitwie zginęło około 1 000 Nablusczyków, 250 Francuzów pod dowództwem gen. Lannes'a zostało rannych za co dowódca został skrytykowany przez Napoleona. 17 marca Francuzi zdobyli Hajfę.